# 連邦同盟

自由人民同盟
Liga de los Pueblos Libres (スペイン語)

1815年におけるラ・プラタ地域の勢力範囲
赤：連邦同盟
青：リオ・デ・ラ・プラタ連合州

1815年におけるラ・プラタ地域の勢力範囲。赤が連邦同盟。青が リオ・デ・ラ・プラタ連合州 。

連邦同盟（れんぽうどうめい、スペイン語: Liga Federal）または 自由人民同盟（じゆうじんみんどうめい、スペイン語: Liga de los Pueblos Libres）、アルゼンチン連邦派、とは、バンダ・オリエンタル（現代のウルグアイ）出身の自由主義派カウディージョ、ホセ・アルティーガスによる、旧リオ・デ・ラ・プラタ副王領全体を統括するアメリカ合衆国のような連邦国家を建設しようとの構想の中から生まれた、バンダ・オリエンタルとアルゼンチン東部の連邦派諸州の同盟のことである。この同盟は1814年から1820年まで続いた。

## アルティガスの連邦派
それまでもエントレ・リオス州 、コリエンテス州、サンタフェ州からなるリトラル三州は、域内にラ・プラタ川の港を有するために中央集権的な政策をもって海外貿易を独占し、自由貿易を掲げて内陸部の弱体な国内産業を壊滅に追いやろうとするブエノスアイレスとの折り合いが非常に悪かった。
既にバンダ・オリエンタルは、1811年のブエノスアイレス主導の独立をパラグアイ、アルト・ペルー、コルドバと共に認めずに独自の姿勢を打ち出していたが、1815年にホセ・アルティガスがモンテビデオからブエノスアイレスの軍隊を追い払うと、彼は同年その地でラテン・アメリカ初の土地改革を行い、ここを拠点にブエノスアイレスの中央集権主義に対抗しようとした。
ブエノスアイレスに唯一太刀打ちできる良港モンテビデオを有する立場から、アルティガスはブエノスアイレスの貿易独占に反対し、ここで東方州に改組されたバンダ・オリエンタルとリトラル三州は意見の一致をみた。ここにコルドバ州とアンドレス・グアスラリーの率いるミシオネス州が加わって連邦同盟が結成され、ブエノスアイレスの貿易独占反対と、国内産業を保護するための保護貿易と、各州の自治権の擁護を掲げて同盟を結び、モンテビデオを外港に指定した。
こうして連邦同盟はアルティガスの旗を掲げてブエノスアイレスの中央集権派と戦った。この旗は東方州の旗でもあり、エントレ・リオス州旗も連邦同盟の旗とほぼ同一である。
アルティガスは最終的に旧リオ・デ・ラ・プラタ副王領、つまり現在のウルグアイ、アルゼンチン、パラグアイ、ボリビアを統括する、アメリカ合衆国のような国家を形成しようとしていたが、1816年に始まったブラジルからのポルトガル軍の侵攻はブエノスアイレスとリオ・デ・ジャネイロを同時に相手にしなければならないアルティガスの立場を厳しいものにした。
1820年、ゲリラ的な抵抗を続けていた連邦派の統領アルティガスはポルトガル軍への最終的敗北により失脚し、この時点でアルティガスの当初の目標は実現不可能なものになり、この敗北を受けてアルティーガスの連邦同盟は崩壊した。以降もアルゼンチンには連邦派と名乗る勢力は現れ、アルティガスの連邦同盟と似たような支持層から支持されるが、理念としてはアルティガスの考えていたものからは変質したものとなる。

## 連邦同盟崩壊とロサスの連邦派
ブエノスアイレスは反アルティガスの立場から、曲りなりとも領土の一部だったバンダ・オリエンタルをポルトガルの攻撃から見捨てたわけだが、このような態度はリトラル三州に強い抵抗をもたらした。残った連邦派諸州、特にリトラル三州の抵抗は続き、エントレ・リオスの連邦派の統領フランシスコ・ラミレス将軍はブエノスアイレスらの中央集権軍を破ったあと、1820年から一年間今のエントレ・リオス州とコリエンテス州とミシオネス州を合わせてエントレ・リオス共和国を樹立するなどの動きもあった。
その後1825年に起きたシスプラチナ州（ウルグアイ）を巡ってブラジル帝国との間に起きた500日戦争 の最中にベルナルディーノ・リバダビア大統領の発した首都令により、ブエノスアイレス市が中央政府に取り上げられることを恐れたブエノスアレス州の保守派は新しい連邦派を形成することになる。
こうしてブエノスアイレス出身のフアン・マヌエル・デ・ロサスが中央政府からブエノスアイレスの港湾利権を守るために連邦派の統領になると、アルティガスの時代にはブエノスアイレスの独占に抵抗するために存在した連邦派は、今度はブエノスアイレスの利権を守るための連邦派になったのだ。しかし、それでも中央政府を作らずに各州の自治権を尊重していこうとする動きは内陸部のカウディージョの支持を集め、ここにブエノスアイレスと内陸部の意見が一致した。それまで敵対的だったリトラル三州は、今度はロサスの率いるブエノスアイレスと同盟して中央集権同盟との戦いに当たった。
中央集権同盟を倒すと、アルゼンチンは三頭政治となり、しばらくして名実共にロサスとブエノスアイレスがアルゼンチンの覇者となった。ロサスはカウディージョらしい力の政治を敷き、パンパの伝統に反するブエノスアイレス市の欧化主義者や自由主義者を粛清、追放した。ロサスはパラグアイをアルゼンチンの領土だと考えて軍を送ったほか、1836年にアンドレス・デ・サンタ・クルスの建国したペルー・ボリビア連合とも敵対し、ペルー・ボリビア連合はロサス軍とチリ軍の攻撃により崩壊した。ロサスは500日戦争の結果としてイギリスの仲介により、1828年に独立したウルグアイをも自国の領土だと考え、ウルグアイの内乱においてブランコ党に肩入れした。このことは、同じくウルグアイを自国の領土と考えていたブラジルとの間に軋轢を生み、ウルグアイめぐっての大戦争が勃発した。
ロサスはアルゼンチン連邦を作ったものの最後まで中央政府を作らずにブエノスアイレス州知事としてアルゼンチンに君臨したが、この時アルゼンチンに野心を持っていたイギリス、フランスとの戦争の中で次第にその政策は中央集権的になって行き、英仏海軍のラ・プラタ川封鎖によるリトラル三州の貿易港への大打撃はそのままロサスへの不満となって行った。
その後英仏軍はロサスの頑強な抵抗により遂に撤退したが、そうした事情もあって1852年、連邦派としてそれまでロサスの腹心だったエントレ・リオス州のフスト・ホセ・デ・ウルキーサがブラジルに唆されてブラジルとウルグアイのコロラド党との間に同盟を結んでロサスに反旗を翻し、ロサスをカセーロスの戦いで打ち破った。

## ウルキーサの連邦派
ウルキーサはロサスと同じ連邦派だったが、ロサスとは違って中央政府を作って連邦主義を法制化することによりブエノスアイレス以外の諸州の利益を確保しようとした。この時に自由主義者で欧化主義者のフアン・バウティスタ・アルベルディが起草した1853年憲法は、形式的には連邦主義でありながらも、実質的には中央政府の州政府への干渉権を認めた中央集権的憲法だった。
しかし、 それでもブエノスアイレス州は連邦主義者のウルキーサが国政を牛耳るのに我慢ならず、1852年には独自の憲法を作ってアルゼンチン連合を離脱してしまう。ロサスに弾圧されたブエノスアイレスの自由主義者も、市が連邦に取り上げられ、港の利益が連邦のものになるのは認められなかったのだ。
ウルキーサはブエノスアイレス以外の州を合わせてアルゼンチン連合を建国し、首都をエントレ・リオス州のパラナに定めるが、この国家は全く機能しなかった。海外貿易の出来ない時点で国家としては失敗していたのだ。ここでもしモンテビデオがアルゼンチン領ならば、ブエノスアイレスではなくモンテビデオを通して海外との貿易が可能だったかもしれないが、既にモンテビデオはウルグアイとして独立しており、しかもウルグアイは親ブラジル派のコロラド党が政権に就くことがほとんどだったのだ。
このような混乱の中で1861年にブエノスアイレス州知事バルトロメ・ミトレがパボンの戦いでウルキーサのアルゼンチン連合軍を破り、1862年には自ら大統領に就任した。こうしてブエノスアイレス主導でアルゼンチンの中央集権的統一が達成された。
三国同盟戦争が勃発するとウルキーサはパラグアイ大統領のソラノ・ロペスと密約を結び、もしミトレ政権がパラグアイ軍のアルゼンチン領土通行を認めないなら、ミトレに対して決起する予定だったが、この密約は履行されず、ウルキーサに密約の履行を迫ってパラグアイはアルゼンチンに宣戦布告した。しかし、ウルキーサは動かず、各地の連邦派カウディージョはウルキーサを頼らずに決起した。特にカタマルカ州のカウディージョ、フェリペ・バレーラはラテン・アメリカ諸国の団結と、三国同盟戦争への反対を訴えて反乱を起こしたが、1869年に敗北し、バレーラはチリに亡命した。
三国同盟戦争が終結した1870年、ウルキーサは連邦派のロペス・ホルダンに暗殺された。その後ガウチョやカウディージョといった土着勢力が近代化の圧力の前に敗北すると連邦派は壊滅し、畜産品モノカルチャーの下でイギリスの非公式植民地のようになっていたブエノスアイレスは全アルゼンチンを植民地のように支配した。

## 連邦同盟とその諸州の旗

### 第一期

?1815年の連邦同盟最初の旗で、コリエンテス州の旗でもあった。
?東方州とアルティガスの旗としても知られている。連邦同盟の二番目の旗としても知られており、現在のエントレ・リオス州の州旗である。
?コルドバ州の旗。1815年-1825年

## 連邦同盟とその諸州の旗

### 東方州の侵略

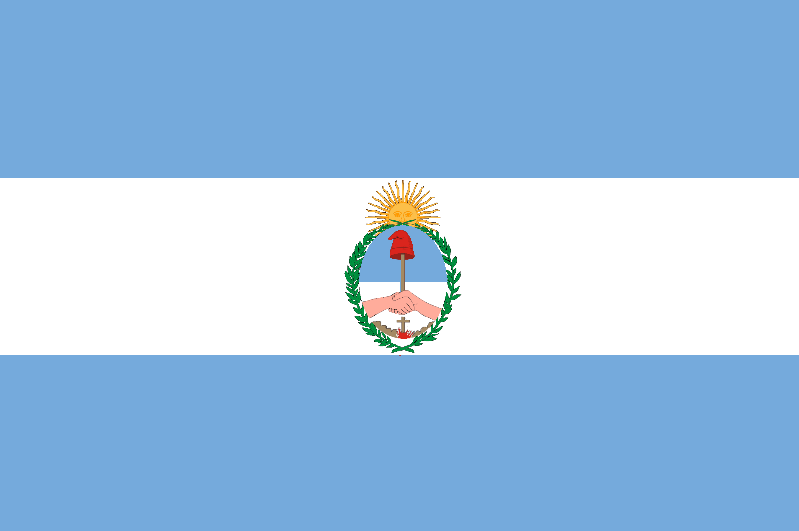
?コリエンテス州の旗。1822年
?ラミレス将軍のエントレ・リオス共和国の国旗
?33人の東方人の旗、33人の東方人とはブラジル帝国の侵略に対する反抗の指導的な役割を果たした東方州の一団である。
?ウルグアイ東方共和国の旗。1828年-1830年

## 連邦同盟とその諸州の旗

### フアン・マヌエル・デ・ロサス

?1850年の時点で完成したブエノスアイレス州の旗であり、アルゼンチン連邦にまで拡大して使用された
?連邦同盟の最後の時点におけるエントレ・リオス州の旗。1833年-1852年
?1823年の旗の後のコリエンテス州の旗
?サンタフェ州の二つ目の旗(1825年)